# Мар'ян Пєхаль
Мар'ян Пєхаль (пол. Marian Piechal; 24 серпня 1905, Лодзь — 9 грудня 1989, Варшава) — польський поет, есеїст, перекладач, автор творів для дітей.
Закінчив школу Тадеуша Костюшка у Лодзі. Випускник польської філології у Варшавському університеті. Співзасновник літературної групи «Метеор» (друкувався тут під псевдонімом Wiesław Drzewicz), а з 1929 по 1931 рік — член варшавської групи «Квадрига». У 1929 р. вийшла його дебютна збірка поезій «Krzyk z Miasto», у 1930 р. «Rozmowy o pacifizmie» — том інтерв'ю з Владиславом Броневським, Павлом Гулькою-Ласковським, Антонієм Слонімським та Юзефом Віттліном. Він воював у вересневій кампанії — потрапив у полон і ув'язнений у таборі для військовополонених в Альтенграбоу поблизу Магдебурга. Відправлений звідти на примусові роботи, але втік.

У 1940—1945 рр. переховувався в родинному маєтку Морстинів у Плавовицях поблизу Мехова. Під час нацистської окупації брав активну участь у секретних групах, а також був солдатом Армії Крайової. Після закінчення війни був головним редактором журналу «Кроніка» та президентом Лодзького відділення Спілки письменників Польщі. У 1946—1948 роках був членом ППС, з 1948 року належав до ПЗПР.
У 1945 співпрацював із Dziennik Łódzki, у 1947—1948 рр. публікувався у «Новинах Літерацьких», у 1948—1950 рр. у «Odrodzenie», у 1948—1953 рр. у «Wieś», а в 1952—1962 рр. публікував вірші, літературні та театральні огляди та рубрики в Новій культурі. З 1958 року співпрацював з журналом «Odgłosy», у 1960—1966 роках був членом редакції цього журналу, де вів рубрику «Суть справи». У 1966—1969 роках працював літературним менеджером Театру ім. Стефана Ярача у Лодзі та як головний редактор журналу «Osnowa». У 1969 переїхав до Варшави, де до 1972 р. був заступником головного редактора журналу «Poezja». У 1973 році він приєднався до «Miesięcznik Literacki», де редагував розділ поезії. У 1986 році він оголосив розлогу та репрезентативну підбірку своїх віршів «Час трьох епох». У 1987 році він був удостоєний премії щомісячника «Poezja» за життєві досягнення в літературі.